# ليونيل فرنانديز منديز
ليونيل فرنانديز منديز (بالإنجليزية: Lionel Fernández Méndez)‏ هو سياسي أمريكي، ولد في 24 يناير 1915، وتوفي في 17 فبراير 1998. نشط حزبياً في Popular Democratic Party (Puerto Rico) ‏. وقد انتخب عضو مجلس بويرتو ريكو.